# The Legend of Briar Rose
The Legend of Briar Rose è una serie di dipinti dell'artista preraffaellita Edward Burne-Jones, completati fra il 1885 e il 1890. I quattro dipinti originari - The Briar Wood, The Council Chamber, The Garden Court e The Rose Bower - sono conservati assieme ad altri dieci dipinti a Buscot Park, Oxfordshire, Regno Unito.
I quattro pannelli principali furono esposti per la prima volta nel 1890 alla Agnew's Gallery di Bond Street, a Londra. Furono acquistati in seguito da Alexander Henderson, poi divenuto Lord Faringdon, per la sua mansion di Buscot Park. Quando Burne-Jones visitò la villa e vide i dipinti nella nuova sistemazione, decise di prolungare le cornici di ciascuno dei quattro dipinti per fare spazio a dei pannelli aggiuntivi che continuassero il motivo floreale dei dipinti principali.

## I pannelli principali
Ciascuno dei pannelli principali misura 124,5 x 249,3 cm, gli altri variano d'ampiezza. I dipinti non riportano momenti successivi di una storia; sono piuttosto rappresentazioni di luoghi diversi di un medesimo istante della narrazione. Sotto ciascuno dei quattro dipinti un'iscrizione recita una poesia di William Morris.

### The Briar Wood

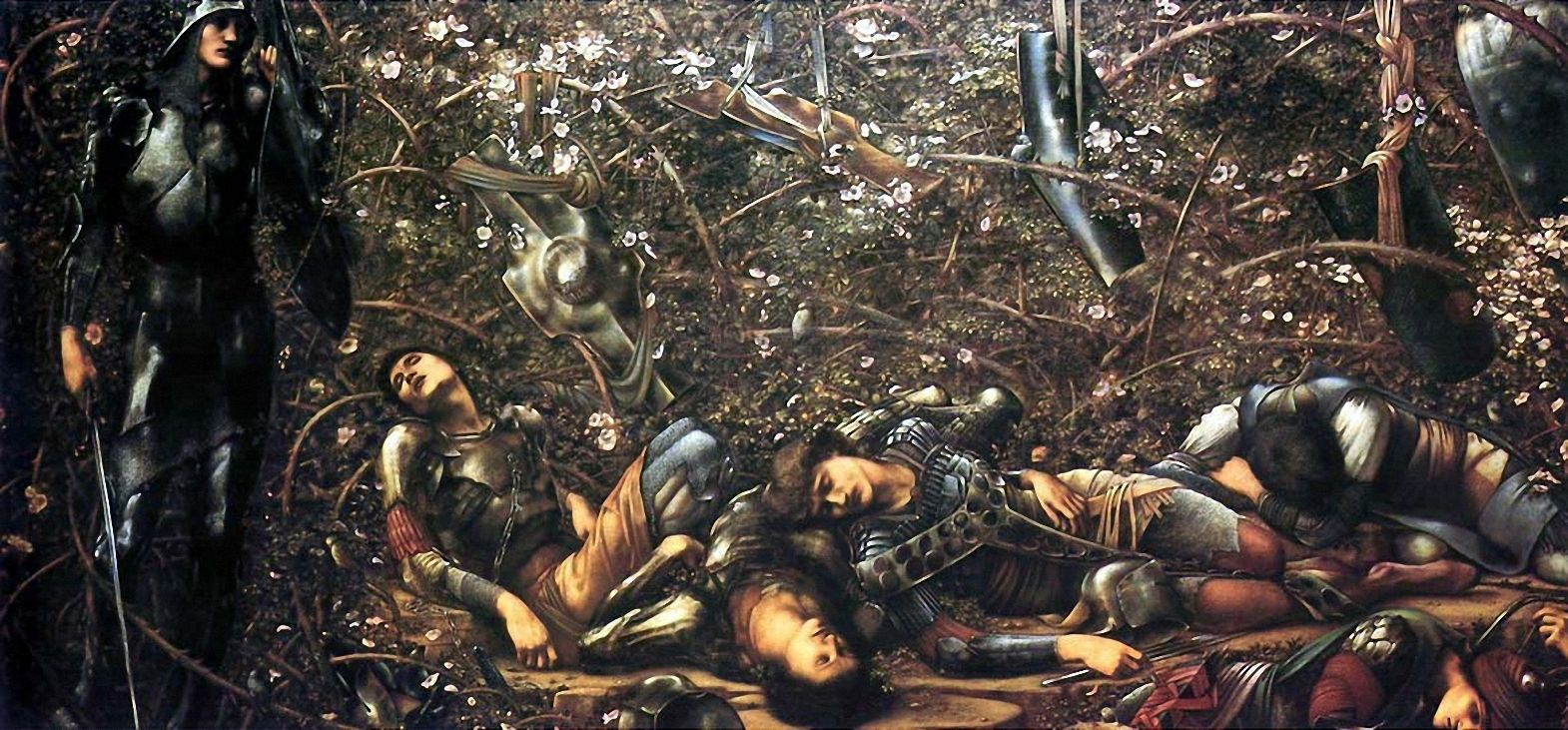
The Briar Wood

In questo dipinto un cavaliere scopre un gruppo di soldati addormentati che durante il sonno sono stati avvolti dai rovi spinati di un Rosa rubiginosa (Briar Rose).
Sotto questo dipinto l'iscrizione recita: 
(poesia di W. Morris)

### The Council Chamber

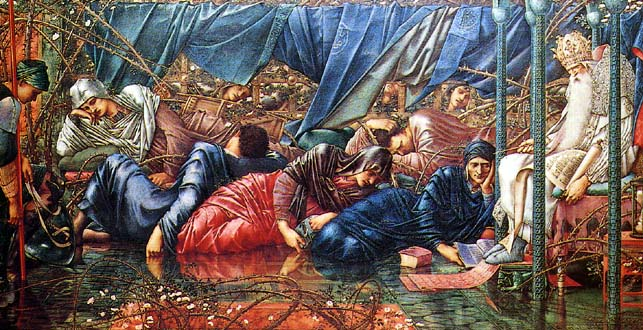
The Council Chamber

Il dipinto mostra la scena della sala consiliare. I membri del consiglio e il re, che sta a capo chino sul suo trono, dormono. Sotto i drappi delle tende e attraverso le finestre stanno assopiti altri soldati.
L'iscrizione sotto The Council Chamber recita: 
(poesia di W. Morris)

### The Garden Court

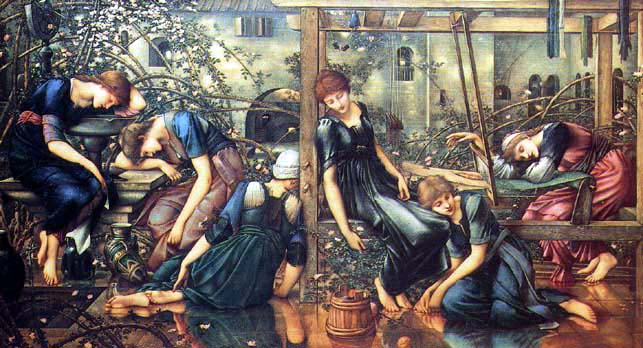
The Garden Court

Il dipinto mostra le tessitrici addormentate sui loro telai. Sullo sfondo i muri del castello e gli archi di rose.
L'iscrizione recita: 
(poesia di W. Morris)

### The Rose Bower

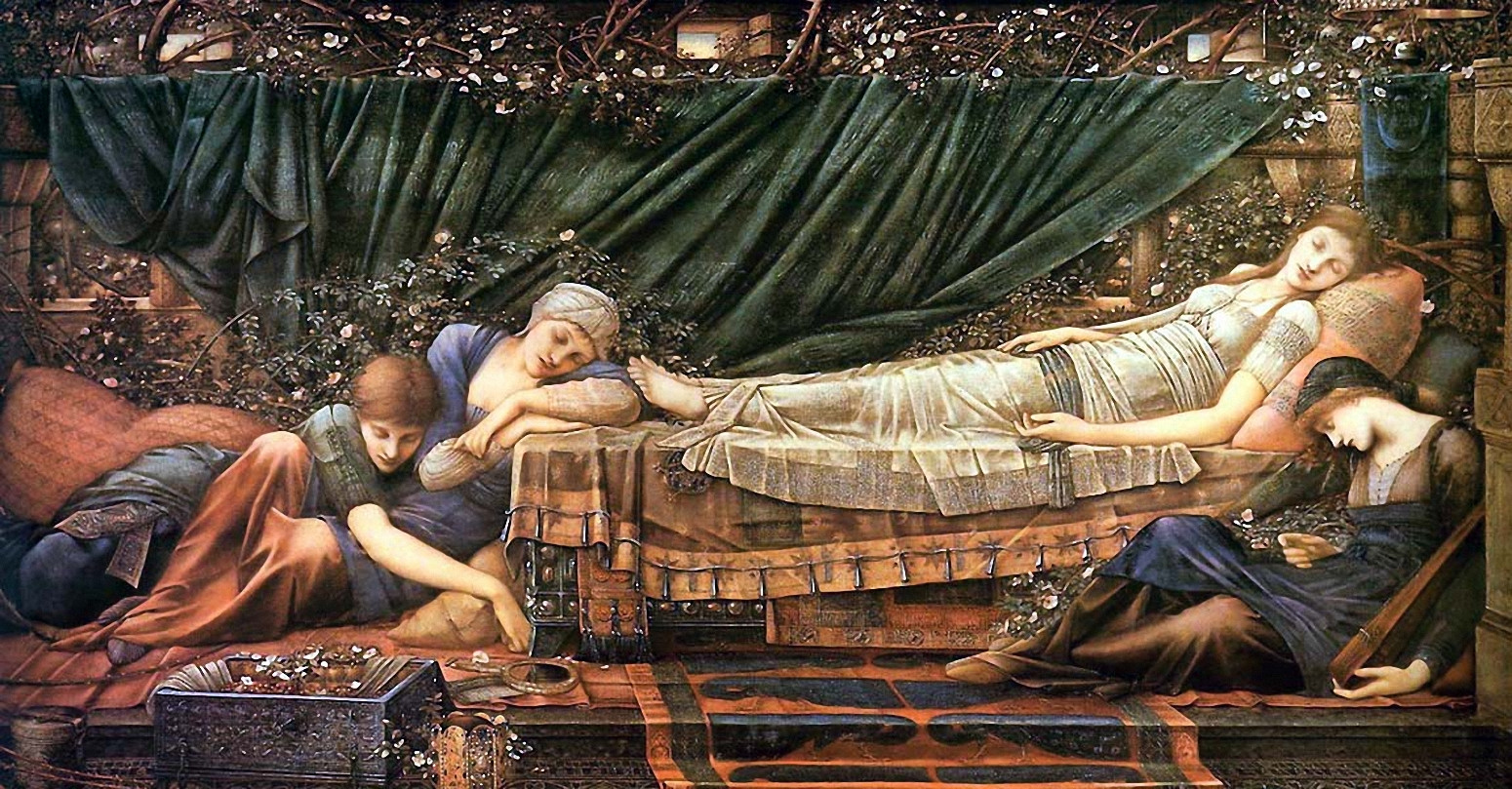
The Rose Bower

La bella addormentata giace sul suo letto circondata dalle servitrici addormentate. La rosa circonda i drappeggi sullo sfondo.
L'iscrizione recita: 
(poesia di W. Morris)

## Soggetto delle opere
I dipinti rappresentano uno dei momenti della storia della Bella addormentata, nella versione presentata dai fratelli Grimm nella loro collezione del 1812.

## Opere correlate
Burne-Jones creò due altre serie ispirate al medesimo soggetto.
- La Small Briar Rose series fu completata prima della versione di Buscot Park. Tutti e tre i dipinti - The Briar Wood, The Council Chamber, The Rose Bower - sono esposti al Museo de Arte de Ponce, Puerto Rico.
- La Third Briar Rose series fu completata dopo la serie di Buscot Park. I tre dipinti sono conservati in collezioni diverse: The Garden Court si trova al Bristol City Museum and Art Gallery, The Council Chamber al Delaware Art Museum, Wilmington e The Rose Bower alla Hugh Lane Gallery of Modern Art, Dublino.